# Gotlandsparken, Uppsala
Gotlandsparken är en park i centrala Uppsala som ligger längs med Fyrisån och Östra Ågatan. 2008 donerade Gotlands kommun en betongsugga i form av en tacka till Gotlands nation.